# Hypaspidius crassus
Hypaspidius crassus är en skalbaggsart som beskrevs av Ohaus 1898. Hypaspidius crassus ingår i släktet Hypaspidius och familjen Rutelidae. Inga underarter finns listade i Catalogue of Life.